# Giải thưởng Âm nhạc Mỹ cho Nữ nghệ sĩ Đồng quê được yêu thích nhất
Giải thưởng Âm nhạc Mỹ cho hạng mục Nữ nghệ sĩ Đồng quê được Yêu thích Nhất bắt đầu được trao tặng kể từ năm 1974.
Hạng mục này tôn vinh những nữ nghệ sĩ nhạc Đồng quê xuất sắc của năm trước đó (từ 2003 trở đi khi các giải thưởng đã được trao vào tháng 11 cùng năm).
Nghệ sĩ giành chiến thắng nhiều nhất trong hạng mục này là Reba McEntire với 10 lần thắng, theo sau là Barbara Mandrell với 6 lần.

## Thập niên 2020
| Năm              | Nghệ sĩ         | Tk.   |
| 2020 (48th)      |                 |       |
| ---------------- | --------------- | ----- |
| 2020 (48th)      | Maren Morris    | [ 1 ] |
| 2020 (48th)      | Gabby Barrett   | [ 1 ] |
| 2020 (48th)      | Miranda Lambert | [ 1 ] |
| 2021 (49th)      |                 |       |
| Carrie Underwood |                 |       |
| Kacey Musgraves  |                 |       |
| Gabby Barrett    |                 |       |
| Maren Morris     |                 |       |
| Miranda Lambert  |                 |       |
| 2022 (50th)      |                 |       |
| Taylor Swift     | [ 2 ]           |       |
| Miranda Lambert  | [ 2 ]           |       |
| Maren Morris     | [ 2 ]           |       |
| Carrie Underwood | [ 2 ]           |       |
| Lainey Wilson    | [ 2 ]           |       |
| 2025 (51st)      |                 |       |
| Beyoncé          | [ 3 ]           |       |
| Ella Langley     | [ 3 ]           |       |
| Megan Moroney    | [ 3 ]           |       |
| Kacey Musgraves  | [ 3 ]           |       |
| Lainey Wilson    | [ 3 ]           |       |

## Thập niên 2010
| Năm              | Nghệ sĩ          | Tk.   |
| ---------------- | ---------------- | ----- |
| 2010 (38th)      | Taylor Swift     | [ 4 ] |
| 2010 (38th)      | Miranda Lambert  | [ 4 ] |
| 2010 (38th)      | Carrie Underwood | [ 4 ] |
| 2011 (39th)      |                  | [ 4 ] |
| Taylor Swift     | [ 5 ]            |       |
| Sara Evans       | [ 5 ]            |       |
| Miranda Lambert  | [ 5 ]            |       |
| 2012 (40th)      | [ 5 ]            |       |
| Taylor Swift     | [ 6 ]            |       |
| Miranda Lambert  | [ 6 ]            |       |
| Carrie Underwood | [ 6 ]            |       |
| 2013 (41st)      | [ 6 ]            |       |
| Taylor Swift     | [ 7 ]            |       |
| Miranda Lambert  | [ 7 ]            |       |
| Carrie Underwood | [ 7 ]            |       |
| 2014 (42nd)      | [ 7 ]            |       |
| Carrie Underwood | [ 8 ]            |       |
| Miranda Lambert  | [ 8 ]            |       |
| Kacey Musgraves  | [ 8 ]            |       |
| 2015 (43rd)      | [ 8 ]            |       |
| Carrie Underwood | [ 9 ]            |       |
| Kelsea Ballerini | [ 9 ]            |       |
| Miranda Lambert  | [ 9 ]            |       |
| 2016 (44th)      | [ 9 ]            |       |
| Carrie Underwood | [ 10 ]           |       |
| Kelsea Ballerini | [ 10 ]           |       |
| Cam              | [ 10 ]           |       |
| 2017 (45th)      | [ 10 ]           |       |
| Carrie Underwood | [ 11 ]           |       |
| Miranda Lambert  | [ 11 ]           |       |
| Maren Morris     | [ 11 ]           |       |
| 2018 (46th)      | [ 11 ]           |       |
| Carrie Underwood | [ 12 ]           |       |
| Kelsea Ballerini | [ 12 ]           |       |
| Maren Morris     | [ 12 ]           |       |
| 2019 (47th)      | [ 12 ]           |       |
| Carrie Underwood | [ 13 ]           |       |
| Kelsea Ballerini | [ 13 ]           |       |
| Maren Morris     | [ 13 ]           |       |

## Thập niên 2000
- Giải thưởng Âm nhạc Mỹ năm 2009
  - Taylor Swift
- Giải thưởng Âm nhạc Mỹ năm 2008
  - Taylor Swift
- Giải thưởng Âm nhạc Mỹ năm 2007
  - Carrie Underwood
- Giải thưởng Âm nhạc Mỹ năm 2006
  - Faith Hill
- Giải thưởng Âm nhạc Mỹ năm 2005
  - Gretchen Wilson
- Giải thưởng Âm nhạc Mỹ năm 2004
  - Reba McEntire
- Giải thưởng Âm nhạc Mỹ năm 2003 (tháng 11)
  - Faith Hill
- Giải thưởng Âm nhạc Mỹ năm 2003
  - Martina McBride
- Giải thưởng Âm nhạc Mỹ năm 2002
  - Faith Hill
- Giải thưởng Âm nhạc Mỹ năm 2001
  - Faith Hill
- Giải thưởng Âm nhạc Mỹ năm 2000
  - Shania Twain

## Thập niên 1990
- Giải thưởng Âm nhạc Mỹ năm 1999
  - Shania Twain
- Giải thưởng Âm nhạc Mỹ năm 1998
  - Reba McEntire
- Giải thưởng Âm nhạc Mỹ năm 1997
  - Shania Twain
- Giải thưởng Âm nhạc Mỹ năm 1996
  - Shania Twain
- Giải thưởng Âm nhạc Mỹ năm 1995
  - Reba McEntire
- Giải thưởng Âm nhạc Mỹ năm 1994
  - Reba McEntire
- Giải thưởng Âm nhạc Mỹ năm 1993
  - Reba McEntire
- Giải thưởng Âm nhạc Mỹ năm 1992
  - Reba McEntire
- Giải thưởng Âm nhạc Mỹ năm 1991
  - Reba McEntire
- Giải thưởng Âm nhạc Mỹ năm 1990
  - Reba McEntire

## Thập niên 1980
- Giải thưởng Âm nhạc Mỹ năm 1989
  - Reba McEntire
- Giải thưởng Âm nhạc Mỹ năm 1988
  - Reba McEntire
- Giải thưởng Âm nhạc Mỹ năm 1987
  - Barbara Mandrell
- Giải thưởng Âm nhạc Mỹ năm 1986
  - Crystal Gayle
- Giải thưởng Âm nhạc Mỹ năm 1985
  - Barbara Mandrell
- Giải thưởng Âm nhạc Mỹ năm 1984
  - Barbara Mandrell
- Giải thưởng Âm nhạc Mỹ năm 1983
  - Barbara Mandrell
- Giải thưởng Âm nhạc Mỹ năm 1982
  - Barbara Mandrell
- Giải thưởng Âm nhạc Mỹ năm 1981
  - Barbara Mandrell
- Giải thưởng Âm nhạc Mỹ năm 1980
  - Crystal Gayle

## Thập niên 1970
- Giải thưởng Âm nhạc Mỹ năm 1979
  - Crystal Gayle
- Giải thưởng Âm nhạc Mỹ năm 1978
  - Loretta Lynn
- Giải thưởng Âm nhạc Mỹ năm 1977
  - Loretta Lynn
- Giải thưởng Âm nhạc Mỹ năm 1976
  - Olivia Newton-John
- Giải thưởng Âm nhạc Mỹ năm 1975
  - Olivia Newton-John
- Giải thưởng Âm nhạc Mỹ năm 1974
  - Lynn Anderson